# إيمانويل فان ميتيرن
إيمانويل فان ميتيرن (بالهولندية: Emanuel van Meteren) (6 سبتمبر 1535 - 11 أبريل 1612)، وهو مؤرخ فلمنكي وقنصل «تجار البلدان المنخفضة» في لندن. ولد في أنتويرب، وهو ابن السير جاكوبوس فان ميتيرن [الإنجليزية]، الممول الهولندي وناشر النسخة الإنجليزية القديمة من الكتاب المقدس، وأوتيليا أورتليوس لعائلة أورتيليوس مابماكيرس الشهيرة، وابن أخ رسام الخرائط إبراهام أورتيليوس.

## روابط خارجية
- إيمانويل فان ميتيرن على موقع الموسوعة البريطانية (الإنجليزية)